# Tarik Muftić
Tarik Muftić (Sarajevo, 19. prosinca 1920. – Mostar, 19. travnja 2013.), bosanskohercegovački muslimanski političar, liječnik

## Životopis
Rođen u Sarajevu. Rodom iz stare alimske muslimanske obitelji. Pradjedovi su mu bili reis-ul-uleme Azapagić i Hadžiomerović, a kadije su bili djed, dvojica stričeva i brat. U Sarajevu je završio osnovnu školu i gimnaziju. Tijekom srednje škole aktivno se bavio islamistikom. Poslije gimnazije studirao je medicinu u Zagrebu. Studij je bio tijekom NDH.  
Htjeli su autonomiju Bosne, spominjan je i Sandžak, i napraviti demonstracije da bi Njemačkoj dali do znanja da ne žele Bosnu u BiH, ne pitajući pritom šta misle Hrvati. Tarik Muftić je u NDH 1941. pokušao u Zagrebu legalizirati Društvo mladih muslimana. Otišao je kod predratnog poznanika, utjecajnu osobu u NDH Aliji Šuljku. Šuljak, profesor u Trebinju, bio je žestoki ustaša i znao je da je Muftić napadao hrvatske ekstremiste jednog kad su se skupa vozili vlakom od Trebinja ka Sarajevu i nije mu to zaboravio. Šuljak ga je uputio kolegi iz ministarstva fra Radi Glavašu. Muftić je promislio da šta će mu fratar odobravati muslimansko društvo i nije pošao.
1943. je otišao u domobrane.
Studij je potrajao i nakon odrađivanja dviju zatvorskih kazni. Zatvoren 1945. jer je dezertirao iz partizana. Pušten 1947. godine. Dotad je radio na pruzi.Nije se smio vratiti u Sarajevo jer ga je neka Nađa Biser optužila da je opasni organizator Mladih Muslimana i bojao se sudbine Mustafe Busuladžića.
U Zagrebu je pristupio Mladim Muslimanima, gdje su djelovali u skupinicama. Nakon pola godine pripadanja Mladim Muslimanima uhićen i zatvoren 1949. godine. Uhićen je u Zagrebu i sproveden u zatvor u Mostar.
Dobio je kaznu od od 12 godina robije s popravnim radom, konfiskacijom imovine i četverogodišnji gubitak građanskih prava. U zatvoru nije bio mlaćen, ali vidio je premlaćivanje drugih. Bio je često gladan. Bio je na robiji u Zenici, smješten u zatvor u zatvoru, tzv. Staklaru.
Robiju je izdržavao do 1953. godine. Pušten je potom na slobodu i sljedeće dvije godine bio je po presudi bez građanskih prava. Poslije radio kao liječnik u Mostaru. Za IZ je rekao da im nikad nije dala potporu i da je bila sluga režima, prozivajući reisa Fejića i direktora Medrese Kemuru.
Predavao je u Zagrebu, držeći da mu je zekijat za znanost propagirati znanost. U vrijeme Sarajevskog procesa 1983. UDBA ga je uhitila, a da sve vrijeme nije znala da drži predavanja.